# Ленцевич, Александр Вольдемарович
Александр Вольдемарович Ленцевич (бел. Аляксандр Вальдемаравіч Лянцэвіч; род. 2 мая 1979, Лида, Белорусская ССР) — белорусский футболист, игравший на позиции вратаря. Старший брат защитника Дмитрия Ленцевича.

## Клубная карьера
Карьеру начал в 1999 году и закончил в 2012 году в клубе «Лида». Также Ленцевич выступал за такие клубы, как «Гомель», светлогорский «Химик», минский «Звезда-БГУ» и могилёвский «Днепр».

## Карьера в сборной
Единственный матч за национальную сборную Беларуси для Ленцевича состоялся 4 февраля 2008 года в матче Мальтийского интернационального турнира против сборной Армении (1:2).